# Sandžak

Steagul albanezilor din Sandzak

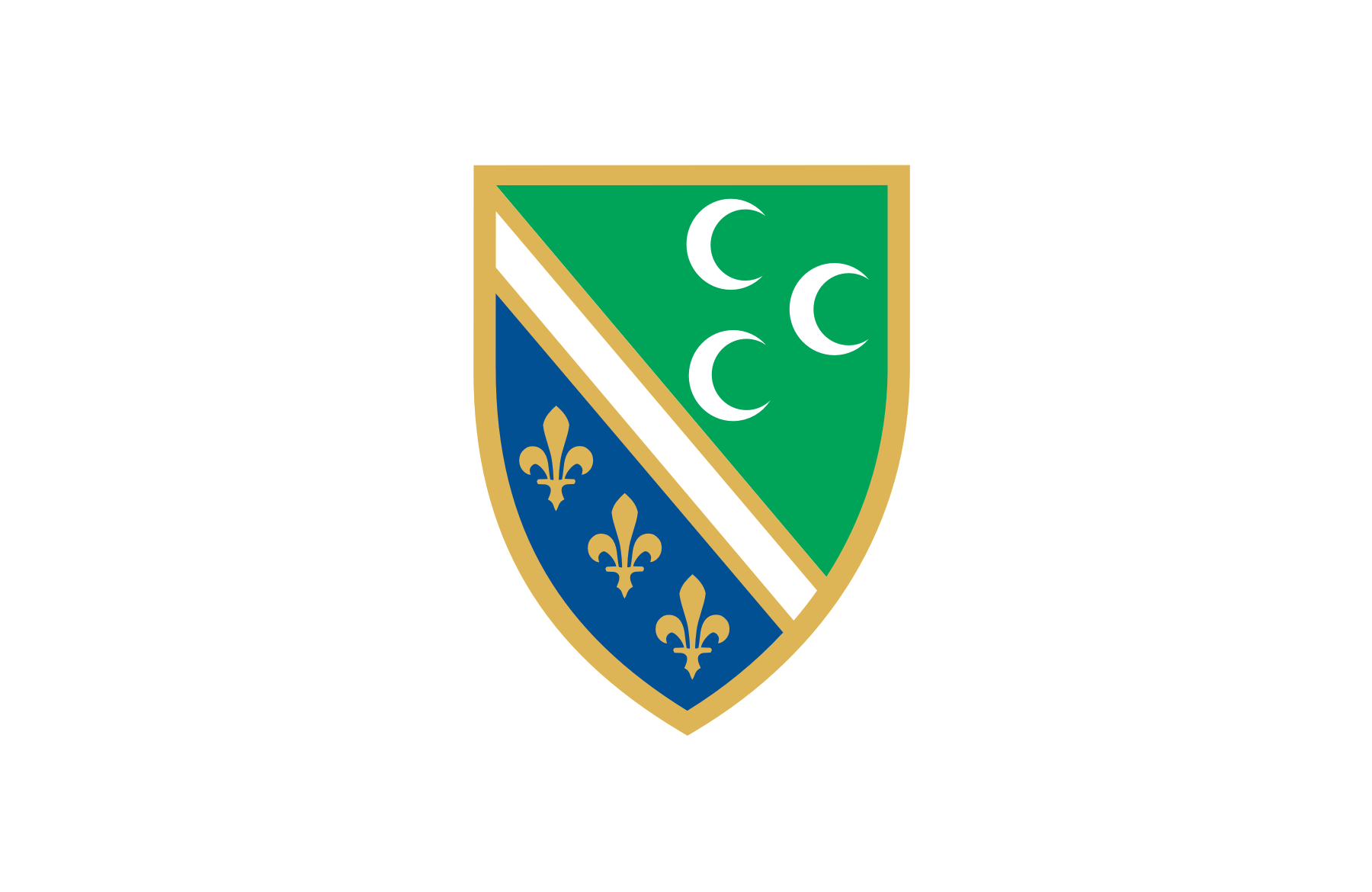
Steagul bosniacilor din Sandzak

Stema albanezilor din Sandzak

Stema bosniacului din Sandzak

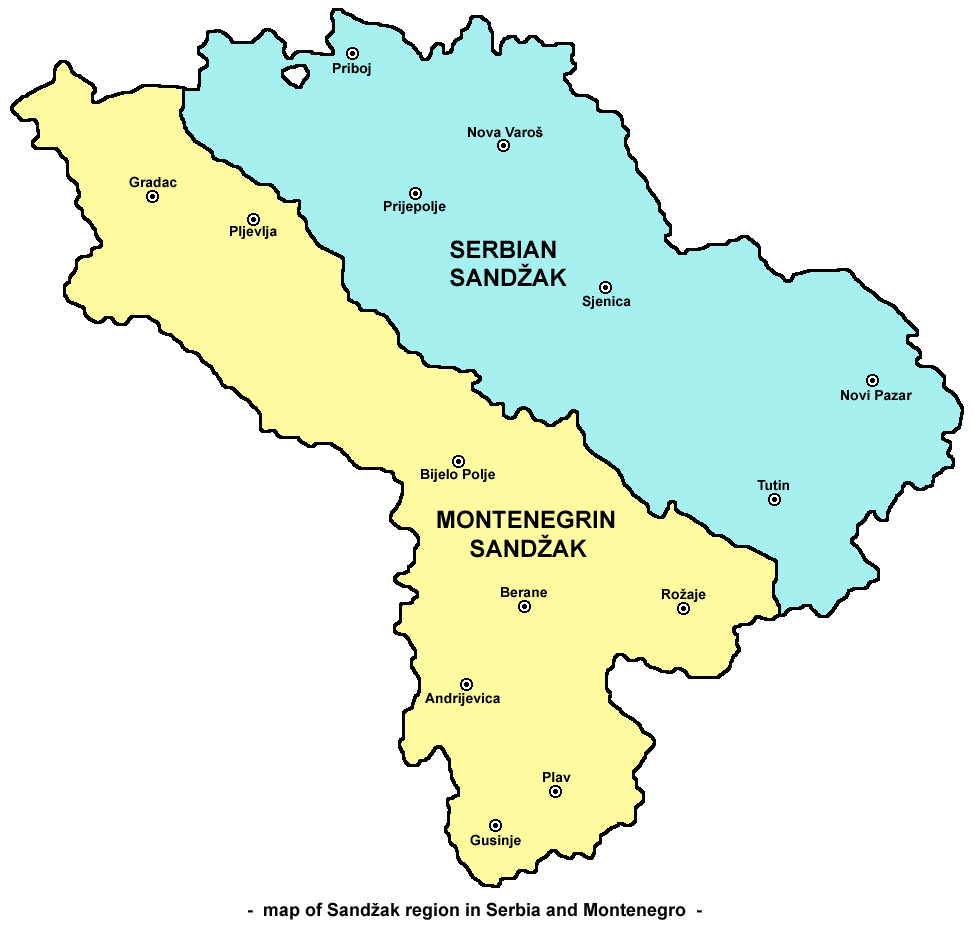
Regiunea Sandžak în Serbia și Muntenegru

Sandžak sau Sangeac (în sârbă/muntenegreană, bosniacă: Sandžak, chirilic: Санџак; albaneză: Sanxhak/-u; turcă: Sancak) sau Raška este o regiune situată de-a lungul graniței dintre Serbia și Muntenegru. Numele Sandžak provine de la Sangeacul Novi Pazar, un district administrativ de nivelul doi al Imperiului Otoman care a existat până la izbucnirea Războaielor balcanice în 1912, iar termenul Raška de la statul sârbesc înființat în 1101.

## Nume
Regiunea este de asemenea menționată ca fiind Novopazarski Sandžak (Sandžak-ul Novi Pazar), sau mai simplu Sandžak de localnicii bosniaci. Cu toate acestea, numele administrativ oficial al regiune este Oblastul Raška (Рашка Област). În perioada dominației otomane și habsburgice, zona era cunoscută oficial pe plan internațional ca Sangeacul Novi Pazar, sangeac fiind echivalentul cuvântului district. În Serbia medievală și în statul-națiune ulterior independent, regiunea era mai cunoscută cu numele Raška.
Sandžak este transcripția slavică a cuvântului turcesc sancak, literalmente însemnând „drapel” sau „drapel național” fiind folosit ca un termen pentru a reprezenta „provincia” sau „districtul”.

## Geografie
Sandžak se întinde de la granița cu Bosnia și Herțegovina până la Kosovo pe o arie de 8.403 km². Șase municipii din Sandžak sunt localizate în Serbia (Novi Pazar, Sjenica, Tutin, Prijepolje, Nova Varoš, și Priboj) iar alte cinci în Muntenegru (Pljevlja, Bijelo Polje, Berane, Rožaje, și Plav). Câteodată municipiul muntenegrean Andrijevica este considerat ca fiind parte din Sandžak (Raška).
Orașul cel mai mare este Novi Pazar (55.000), iar alte orașe mari sunt: Pljevlja (23.800), și Priboj (19.600). În Serbia, municipiile Novi Pazar și Tutin sunt incluse în Districtul Raška, pe când municipiile Sjenica, Prijepolje, Nova Varoš, și Priboj sunt incluse în Districtul Zlatibor.

## Istorie
Primii locuitori ai regiunii sunt ilirii. În secolul I, regiunea a fost cucerită de romani, iar între secolele V și VII, era locuită de triburi slave, care o dată cu trecerea timpului s-au amestecat cu autohtonii iliri și cu coloniștii romani.
În Evul Mediu, regiunea făcea parte statul sârb Raška. Capitala a fost Ras, localizat în apropiere de actualul Novi Pazar. Ulterior, regiunea a făcut parte din mai multe state sârbe, până a fost cucerită de Imperiul Otoman în secolul XV.
În perioada ocupației otomane, Sangeacul Novi Pazar făcea parte din Pașalâcul Bosnia, ulterior fiind încorporat în Provincia otomană Kosovo în 1878. Congresul de la Berlin din 1878 a permis garnizoanelor militare austro-ungare să fie plasate în Sandžak unde au rămas până în 1909. În octombrie 1912, Sandžak a fost ocupat de trupele sârbe și muntenegrene în Primul Război Balcanic, iar teritoriul a fost împărțit între Regatele Serbiei și Muntenegrului. Mulți bosniaci și albanezi din Sandžak au emigrat în Turcia ca muhajiri.
În timpul Primului Război Mondial, Sandžak era sub ocupația Austro-Ungariei din 1914 până în 1918. Din 1929 până în 1941, Sandžak făcea parte din nou provincie înființată, Banovina Zeta, cu reședința la Cetinje.
O mare parte din regiune s-a aflat sub ocupație italiană în cel de-al Doilea Război Mondial, apoi sub Guvernoratul Muntenegrului (orașul Novi Pazar a fost inclus Serbiei iar Plav și Rožaje au fost incluse Albaniei sub conducerea italiană), iar din 1943 sub ocupația Germaniei. După sfârșitul războiului, Sandžak a fost împărțit între Serbia și Muntenegru, potrivit acordului inițial din 1913 între cele două state.
Războaiele iugoslave din anii 1990 nu au afectat regiunea Sandžak, deși războaiele din Bosnia și Kosovo au dus la izbucnirea câtorva conflicte și bombardarea de către NATO. Potrivit partidelor politice bosniace din Sandžak, un număr de 60.000–80.000 de bosniaci au părăsit regiunea în acea perioadă.

## Legături externe
- Novi Pazar
- Info about Sandžak Arhivat în 9 august 2013, la Wayback Machine.
- Bosniak National Council in Serbia
- Community of the Sandžak diaspora Arhivat în 28 decembrie 2018, la Wayback Machine.
- News from Sandžak
- Centre for Bosniak Study & Bošnjačka riječ magazine Arhivat în 1 mai 2012, la Wayback Machine.